# Luciano Vincenzoni
Luciano Vincenzoni (Treviso, 7 marzo 1926 – Roma, 22 settembre 2013) è stato uno sceneggiatore italiano, uno dei più stimati scrittori di film, famoso in Italia come lo "Script doctor".

## Biografia
Dopo gli studi di legge a Roma e Padova, ha iniziato a scrivere per il cinema dopo essere arrivato a Roma con l'aiuto di due suoi amici imprenditori di Treviso, Mario e Toni Roma. Ha esordito con il film Hanno rubato un tram del 1954, interpretato da Aldo Fabrizi, e successivamente Il ferroviere, di Pietro Germi, da un soggetto di Alfredo Giannetti. Dopo una lite con Germi che interrompe la loro collaborazione, Vincenzoni riesce a vendere a Dino De Laurentiis in una sola volta sette soggetti, dopo essergli piombato in ufficio senza appuntamento. Tre dei soggetti verranno realizzati immediatamente, diventando i film Il gobbo, I due nemici, e La grande guerra. Inoltre De Laurentiis scrittura nella stessa mattina Vincenzoni, prendendolo in esclusiva per 4 anni come sceneggiatore.
Tra i molti soggetti scritti in quegli anni, uno verrà rappresentato a teatro, Sacco e Vanzetti. Vincenzoni lo adatterà con l'aiuto di Mino Roli. Tra gli interpreti Gian Maria Volonté. Doveva diventare anche un film ma i rapporti con De Laurentiis si interrompono e non si realizzerà il progetto (Mino Roli collaborerà in seguito al film Sacco e Vanzetti, prodotto da Papi e Colombo per la regia di Giuliano Montaldo, e che ebbe tra gli interpreti lo stesso Volonté).
Terminata la collaborazione con De Laurentiis, Vincenzoni ritrova il maestro Germi, che ha chiuso da poco i rapporti con Giannetti. Tornano a lavorare insieme, creano la società RPA, producono il film Sedotta e abbandonata con l'aiuto di Franco Cristaldi, e, subito dopo, con Robert Haggiag e la United Artists, il film Signore & signori.
Di nuovo una lite mette fine ai rapporti con Germi, e Vincenzoni esce dalla RPA e prosegue la sua carriera con Sergio Leone che lo cerca per scrivere il film Per qualche dollaro in più. Insieme faranno anche Il buono, il brutto, il cattivo e Giù la testa: questi film daranno a entrambi fama internazionale e ricchezza. Vincenzoni scriverà pochissimi altri film western. Ilya Lopert, capo della UA in Europa chiede in quel periodo a Vincenzoni di dirigere un film western sull'onda del successo degli "Spaghetti western". Vincenzoni declina l'offerta, ma comunque supervisiona la realizzazione del film Da uomo a uomo diretto da Giulio Petroni e prodotto da Alfonso Sansone e Henryk Chroscicki. I rapporti con Petroni non saranno idilliaci. Lopert con il film voleva lanciare l'attore John Phillip Law.
Il film negli USA ebbe un grande successo. Law però non arrivò mai al tipo di successo sperato dai dirigenti UA. Gli stretti rapporti con i dirigenti degli studios, come Lopert o i fratelli Picker, permisero a Vincenzoni di vendere Per qualche dollaro in più alla United Artists. Durante la fase di contrattazione si trovava di fronte a Sergio Leone quando i rappresentanti della United Artists chiesero se era già stato scritto il seguito. Vincenzoni ripensando a La grande guerra, che era stata comprata per gli USA dagli stessi con cui contrattava, disse di avere già un soggetto per un film ambientato nella guerra di secessione, che aveva per protagonisti due straccioni, tipo Gassman - Sordi.
Ancora oggi presso il Pubblico registro della SIAE si può visionare la denuncia inizio lavorazione di questo film, che ha come primo titolo Due magnifici straccioni, poi cambiato ne Il buono, il brutto, il cattivo. Lopert decise di acquistare Per qualche dollaro in più dopo che Vincenzoni lo convinse a vedere Per un pugno di dollari in un cinema di Roma. Quel giorno il pubblico scalpitava per entrare, la sala era gremita. Lopert, che andò poco convinto, non ebbe più dubbi. Vincenzoni sviluppava interamente i soggetti che scriveva già dai suoi primi lavori, come La grande guerra, straordinario film tragicomico che racconta della vita di trincea durante la prima guerra mondiale. Il titolo del film Il buono, il brutto, il cattivo è stata una sua idea, idea venutagli in sogno.
Il successo al botteghino portò tutte le persone che lavoravano con Leone, compreso Vincenzoni, a diventare rapidamente milionari. Vincenzoni ha avuto un ruolo importante nella carriera di Leone, sia come scrittore che come mediatore, aiutandolo nei rapporti con i dirigenti della UA. Leone voleva anche affidargli la regia del film Giù la testa, che non voleva fare. Vincenzoni declinò l'offerta. Leone poi propose il film a Peter Bogdanovich, che incontrò il regista italiano, ma litigarono su tutto. Leone cacciò Bogdanovich, Vincenzoni ne prese le difese, e da allora divennero grandi amici.
 Vincenzoni riferì che, dopo il successo dei film della "trilogia del dollaro", Leone non poteva tollerare di vedere Vincenzoni condividere con lui i ricavi.
Ci fu, per questo, dell'acredine fra i due amici per qualche anno. Fu amico degli scrittori Goffredo Parise e Ennio Flaiano. Riguardo a Flaiano, Vincenzoni ha sempre ricordato pubblicamente che questi era uno dei pochi che lo aiutò nei periodi di difficoltà in cui cercava lavoro. Vincenzoni visse diciassette anni a Hollywood quando lavorava con Dino De Laurentiis. I suoi vicini di casa erano Candice Bergen e Peter Sellers, e divenne amico dell'attore William Holden e del regista Billy Wilder, oltre che del già citato Bogdanovich. Tentò di realizzare con Peter Bogdanovich un film dal titolo Cow Girl, ma il progettò si arenò.
Scrisse il film Codice Magnum, che ha come protagonista Arnold Schwarzenegger, il soggetto originale di Vincenzoni e Donati però, si discostava molto dalla versione finale modificata dallo sceneggiatore G. de Vore. Vincenzoni fu intervistato nell'edizione speciale del DVD della "trilogia del dollaro": nell'intervista ha rivelato che osservava ciascun film nel dietro le quinte. Ha vinto due Nastri d'argento per la miglior sceneggiatura per Sedotta e abbandonata e Signore & signori. Nel 1996 ha ricevuto il Premio Flaiano alla carriera. È stato membro emerito del WGA (Writer's Guild of America).
Luciano Vincenzoni è morto il 22 settembre 2013 a Roma, all'età di 87 anni.

## Premi
- Nel 2010 ha ricevuto il premio alla carriera Domenico Meccoli.
- A Treviso è stato istituito nel 2015 il Premio Luciano Vincenzoni per giovani autori di cinema.
- Dall'edizione del 2014 al Bari International Film Festival il premio alla sceneggiatura è intitolato a Luciano Vincenzoni.

## Riconoscimenti
- Nel 2008 è stato realizzato un documentario biografico con la partecipazione dello stesso Luciano Vincenzoni intitolato Il falso bugiardo, con la partecipazione di Dino De Laurentiis, Ennio Morricone, Furio Scarpelli, Tullio Kezich, Enrico Vaime, Gianni Bulgari, Vittorio Sgarbi, Felice Laudadio, Nicola Badalucco, Giorgio Capitani, Carlo Lizzani e altri.

## Filmografia parziale
- Incantesimo tragico (Oliva), regia di Mario Sequi (1951) organizzatore generale produzione
- Hanno rubato un tram, regia di Aldo Fabrizi (1954)
- I girovaghi, regia di Hugo Fregonese (1956)
- Il ferroviere, regia di Pietro Germi (1956)
- Il cocco di mamma, regia di Mauro Morassi (1957)
- Amore e guai..., regia di Angelo Dorigo (1958)
- Gli italiani sono matti, regia di Duilio Coletti e Luis María Delgado (1958)
- La prima notte, regia di Alberto Cavalcanti (1959)
- La grande guerra, regia di Mario Monicelli (1959)
- Il gobbo, regia di Carlo Lizzani (1960)
- È arrivata la parigina regia di Camillo Mastrocinque (1960)
- Crimen, regia di Mario Camerini (1960)
- La rivolta dei mercenari (1961)
- Mani in alto (1961)
- Orazi e Curiazi (1961)
- La cuccagna, regia di Luciano Salce (1962)
- I due nemici (1962)
- I briganti italiani (1962)
- Copacabana Palace (1962)
- Sedotta e abbandonata, regia di Pietro Germi (1964)
- La vita agra, regia di Carlo Lizzani (1964)
- Per qualche dollaro in più, regia di Sergio Leone (1965)
- Il buono, il brutto, il cattivo, regia di Sergio Leone (1966)
- Signore & signori, regia di Pietro Germi (1966)
- Da uomo a uomo, regia di Giulio Petroni (1967)
- L'avventuriero, regia di Terence Young (1967)
- Il mercenario, regia di Sergio Corbucci (1968)
- Un tranquillo posto di campagna, regia di Elio Petri (1969)
- Devil's Crude (1971)
- Noi donne siamo fatte così, regia di Dino Risi (1971)
- Roma bene, regia di Carlo Lizzani (1971)
- Giù la testa, regia di Sergio Leone (1971)
- Torino nera, regia di Carlo Lizzani (1972)
- Che cosa è successo tra mio padre e tua madre?, regia di Billy Wilder (1972)
- Ming, ragazzi! (1973)
- Libera, amore mio!, regia di Mauro Bolognini (1973)
- Le guerriere dal seno nudo, regia di Terence Young (1973)
- L'emigrante, regia di Pasquale Festa Campanile (1973)
- Dio, sei proprio un padreterno!, regia di Michele Lupo (1973)
- Gli eroi (1973)
- Piedone lo sbirro, regia di Steno (1973)
- La poliziotta, regia di Steno (1974)
- L'accusa è: violenza carnale e omicidio (Verdict), regia di André Cayatte (1974)
- Uomini duri (1974)
- Il bestione, regia di Sergio Corbucci (1974)
- Il padrone e l'operaio, regia di Steno (1975)
- Baby Sitter - Un maledetto pasticcio (1975)
- Cipolla Colt, regia di Enzo G. Castellari (1975)
- L'Italia s'è rotta, regia di Steno (1976)
- Bruciati da cocente passione, regia di Giorgio Capitani (1976)
- Gran bollito, regia di Mauro Bolognini (1977)
- L'orca assassina, regia di Michael Anderson (1977)
- Il paramedico, regia di Sergio Nasca (1982)
- Bonnie e Clyde all'italiana, regia di Steno (1983)
- I paladini: storia d'armi e d'amori, regia di Giacomo Battiato (1983)
- Il conte Tacchia regia di Sergio Corbucci (1983)
- A tu per tu regia di Sergio Corbucci (1984)
- Inferno in diretta, regia di Ruggero Deodato (1985)
- Casablanca, Casablanca, regia di Francesco Nuti (1985)
- Miami Supercops - I poliziotti dell'8ª strada (1985)
- Codice Magnum (1986)
- Blowing Hot and Cold (1989)
- Rosso veneziano (1989)
- Un milione di miliardi (1990) (mini-serie TV)
- Beyond Justice (1992)
- Sette criminali e un bassotto (1992)
- L'uomo dal sigaro in bocca - documentario (1997)
- Ritornare a volare - miniserie TV (1998)
- Malèna, regia di Giuseppe Tornatore (2000)
- Il falso bugiardo, regia di Claudio Costa - documentario (2008) [4]